# Marin Karmitz
Marin Karmitz (Bucarest, 7 ottobre 1938) è un produttore cinematografico e regista rumeno naturalizzato francese, fondatore dell'azienda cinematografica MK2.

## Biografia
Marin Karmitz è cresciuto in una famiglia di religione ebraica sbarcata in Francia dalla Romania nel 1948. Nato da padre industriale e madre intellettuale, si stabilisce con la sua famiglia a Nizza, dove apprende la lingua francese all'età di 9 anni.
Nel 1957 entra nell'Istituto di studi cinematografici di Parigi, dove diventa direttore della fotografia. Inizia come stagista per la regista Yannick Bellon, diventando inoltre assistente alla regia per il film Merci Natercia!, diretto da Pierre Kast.
Il suo lavoro viene poi notato nel film Gli onori della guerra di Jean Dewever, che gli permetterà di ottenere un posto come assistente nel film di Agnès Varda, Cleo dalle 5 alle 7. Sul set del film conosce Jean-Luc Godard, che gli affidò l'incarico di assistente nel segmento Accidia del film I sette peccati capitali, uscito nel 1962.
Nel 1964 diresse il suo primo cortometraggio di finzione, Nuit noire, Calcutta, basato su una sceneggiatura di Marguerite Duras. In seguito adattò l'opera teatrale Comedy con Samuel Beckett nel 1965, che suscitò scandalo al Festival di Venezia nel 1966. Nel 1969Karmitz creò la sua casa di produzione MK2, inizialmente dedicata esclusivamente alla realizzazione di cortometraggi.
Le sue produzioni riscontrarono tuttavia problemi di distribuzione, decidendo nel 1974 di diventare lui stesso distributore, creando la mk2 diffusion, aprendo il suo primo teatro a Place de la Bastille. La sua azienda è nota anche soprattutto per aver prodotto la trilogia dei colori del regista polacco Krzysztof Kieślowski.

## Filmografia

### Produttore
- Voyage en Grande Tartarie, regia di Jean-Charles Tacchella (1974)
- L'amour violé, regia di Yannick Bellon (1978)
- Simone de Beauvoir, regia di Josée Dayan e Malika Ribowska (1979)
- Mourir à trente ans, regia di Romain Goupil (1982)
- La rivolta (Duvar), regia di Yilmaz Güney (1983)
- Scandalo a palazzo (Le bon plaisir), regia di Francis Girod (1984)
- Terra di nessuno (No Man's Land), regia di Alain Tanner (1985)
- Una morte di troppo (Poulet au vinaigre), regia di Claude Chabrol (1985)
- La Tentation d'Isabelle, regia di Jacques Doillon (1985)
- Mélo, regia di Alain Resnais (1986)
- L'ispettore Lavardin (Inspectuer Lavardin), regia di Claude Chabrol (1986)
- Volto segreto (Masques), regia di Claude Chabrol (1987)
- La valle fantasma (La vallée fantôme), regia di Alain Tanner (1987)
- Un affare di donne (Une affaire des femmes), regia di Claude Chabrol (1988)
- Voglio tornare a casa! (I Want to Go Home), regia di Alain Resnais (1989)
- Taxi Blues, regia di Pavel Lungin (1990)
- Madame Bovary, regia di Claude Chabrol (1991)
- Betty, regia di Claude Chabrol (1992)
- Mazeppa, regia di Bartabas (1993)
- Tre colori - Film blu (Trois couleurs : Bleu), regia di Krzysztof Kieślowski (1993)
- Tre colori - Film bianco (Trois couleurs : Blanc), regia di Krzysztof Kieślowski (1994)
- Tre colori - Film rosso (Trois couleurs : Rouge), regia di Krzysztof Kieślowski (1994)
- L'inferno (L'enfer), regia di Claude Chabrol (1994)
- Un'estate indimenticabile (Un été inoubliable), regia di Lucian Pintilie (1994)
- En mai, fais ce qu'il te plaît, regia di Pierre Grange (1995)
- Il buio nella mente (La cérémonie), regia di Claude Chabrol (1995)
- Prea târziu, regia di Lucian Pintilie (1996)
- Les Médiateurs du Pacifique, regia di Charles Belmont (1997) - documentario
- Profundo carmesí, regia di Arturo Ripstein (1996)
- Rien ne va plus, regia di Claude Chabrol (1997)
- Terminus Paradis - Capolinea Paradiso (Terminus Paradis), regia di Lucian Pintilie (1998)
- Il silenzio (Sokout), regia di Mohsen Makhmalbaf (1998)
- Il colore della menzogna (Au cœur du mensonge), regia di Claude Chabrol (1999)
- Petits Frères, regia di Jacques Doillon (1999)
- Il vento ci porterà via (Bad ma ra khahad bord), regia di Abbas Kiarostami (1999)
- Signs & Wonders, regia di Jonathan Nossiter (2000)
- Cours toujours, regia di Dante Desarthe (2000)
- Storie (Code inconnu: Récit incomplet de divers voyages), regia di Michael Haneke (2000)
- Grazie per la cioccolata (Merci pour le chocolat), regia di Claude Chabrol (2000)
- ABC Africa, regia di Abbas Kiarostami (2001) - documentario
- Dieci (Dah), regia di Abbas Kiarostami (2002)
- Il fiore del male (La fleur du mal), regia di Claude Chabrol (2003)
- Geukjangjeon, regia di Hong Sang-soo (2005)
- Ore d'estate (L'Heure d'été), regia di Olivier Assayas (2008)
- Venere nera (Vénus noire), regia di Abdellatif Kechiche (2010)
- Copia conforme (Copie conforme), regia di Abbas Kiarostami (2010)

### Regista

#### Lungometraggi
- Sept Jours ailleurs (1968)
- Camarades (1970)
- Coup pour coup (1972) - documentario

#### Cortometraggi
- Les Idoles (1963)
- Nuit noire, Calcutta (1964)
- Comédie (1966)